# امانوئل اوسادبه
امانوئل اوسادبه (انگلیسی: Emmanuel Osadebe؛ زادهٔ ۱ اکتبر ۱۹۹۶) بازیکن فوتبال اهل جمهوری ایرلند است.
از باشگاه‌هایی که در آن بازی کرده است می‌توان به باشگاه فوتبال گیلینگام اشاره کرد.